# Џон Клаузер
Џон Клаузер (енгл. John Clauser; Пасадена, 1. децембар 1942) је амерички теоријски и експериментални физичар познат по доприносима основама квантне механике, посебно неједнакости Клаузера–Хорна–Шимони–Холта. Године 2022. му је додељена Нобелова награда за физику, заједно са Аленом Аспеом и Антоном Цајлингером, за експерименте са уплетеним фотонима, утврђивање кршења Белових неједнакости и квантну информатику.

## Биографија
Рођен је 1. децембра 1942. у Пасадени. Његов отац Френсис Х. Клаузер је био професор ваздухопловног инжењерства који је основао и председавао одељењем за аеронаутику на Универзитету Џон Хопкинс. Касније је радио као Кларк Бленчард Миликен, професор инжењерства на Калифорнијском технолошком институту. Његова мајка Кетрин Макмилан је била библиотекарка хуманистичких наука на истом институту и сестра добитника Нобелове награде за хемију Едвина Матисона Макмилана 1951. Дипломирао је физику на Калифорнијском технолошком институту 1964. године. Магистрирао је 1966. и докторирао 1969. на Универзитету Колумбија под менторством Патрика Тадијуса. Од 1969. до 1997. је радио углавном на Универзитету Калифорније у Берклију, Националној лабораторији Лоренс Беркли и Лоренс Ливермор. Године 1972. је радио са Стјуартом Фридманом и извео је први експериментални тест Белове неједнакости што је било прво експериментално посматрање његовог кршења. Године 1974. је радио са Мајклом Хорном који је први пут показао да генерализација Белове теореме пружа озбиљна ограничења за све локалне реалистичке теорије природе. Године 1974. је направио прво посматрање статистике за светлост преко кршења Коши-Шварцове неједнакости за класична електромагнетна поља и тиме је по први пут показао недвосмислен карактер сличан честицама за фотоне. Године 1976. је спровео други експериментални тест предвиђања Белове теореме у свету. Награђен је Волфовом наградом за физику 2010. године заједно са Аленом Аспеом и Антоном Цајлингером. Њих тројица су такође заједно добили Нобелову награду за физику 2022.